# Université de Brescia
Ne doit pas être confondu avec Université Brescia.
L'université de Brescia (en italien, Università degli studi di Brescia) est une université italienne, à Brescia.

## Historique
L'Université de Brescia a été officiellement créée en 1982 avec trois écoles : médecine et chirurgie, ingénierie, économie et affaires. Cependant, la phase de création a duré près de deux décennies, les premières tentatives de cours d'université ouverte à Brescia remontent aux années 1960.

## Recteurs
- 1983-2010 : Augusto Preti
- 2010-2016 : Sergio Pecorelli
- 2016-2022 : Maurizio Tira
- Depuis 2022 : Francesco Castelli

## Docteur honoris causa
- Economie et commerce : Luigi Lucchini (18 juin 1998)
- Médecine : Paul Greengard (septembre 2007)
- Droit : Guido Calabresi (21 janvier 2013)
- Management : Jeffrey Sachs (12 février 2018)
- Médecine : Franco Locatelli (7 octobre 2022)

## Galerie d'images

Le Palais Martinengo Palatini, siège du Rectorat.
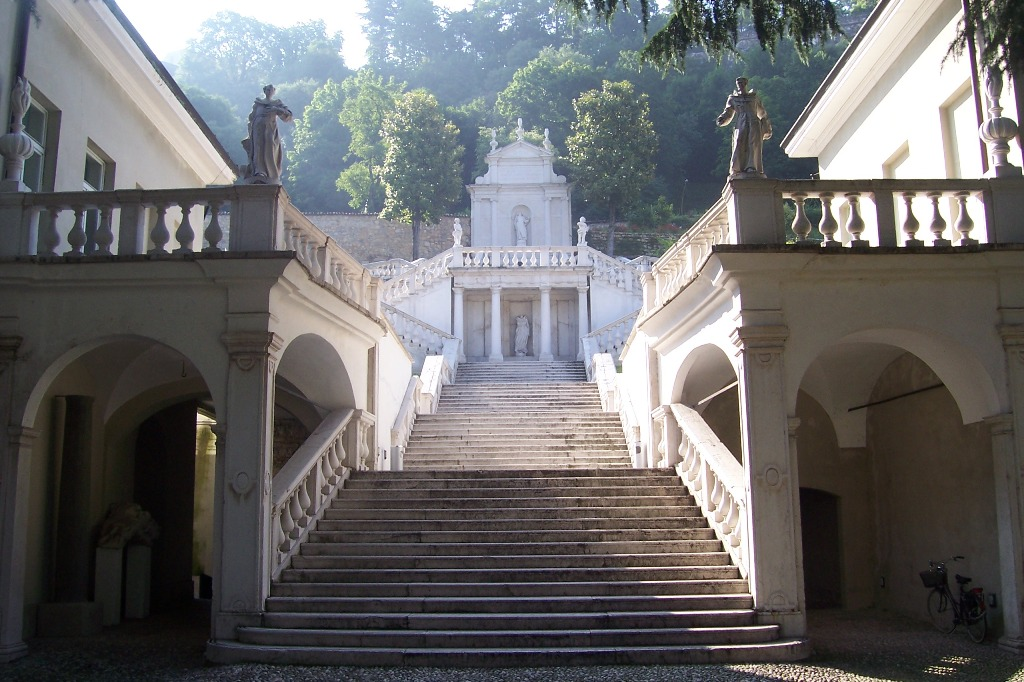
Un aperçu du Département d'économie et management.
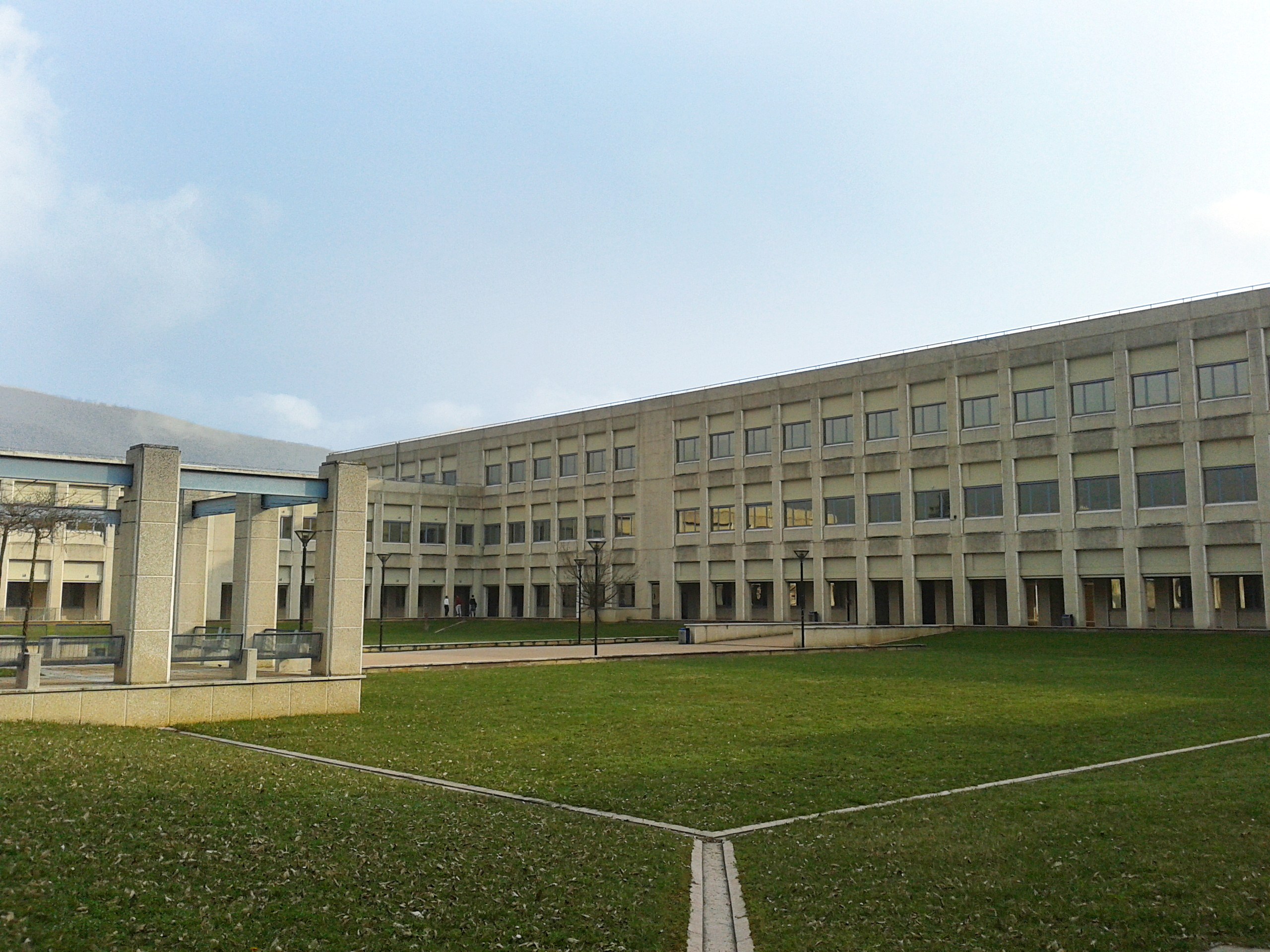
Le bâtiment principal du Département d'ingénierie.
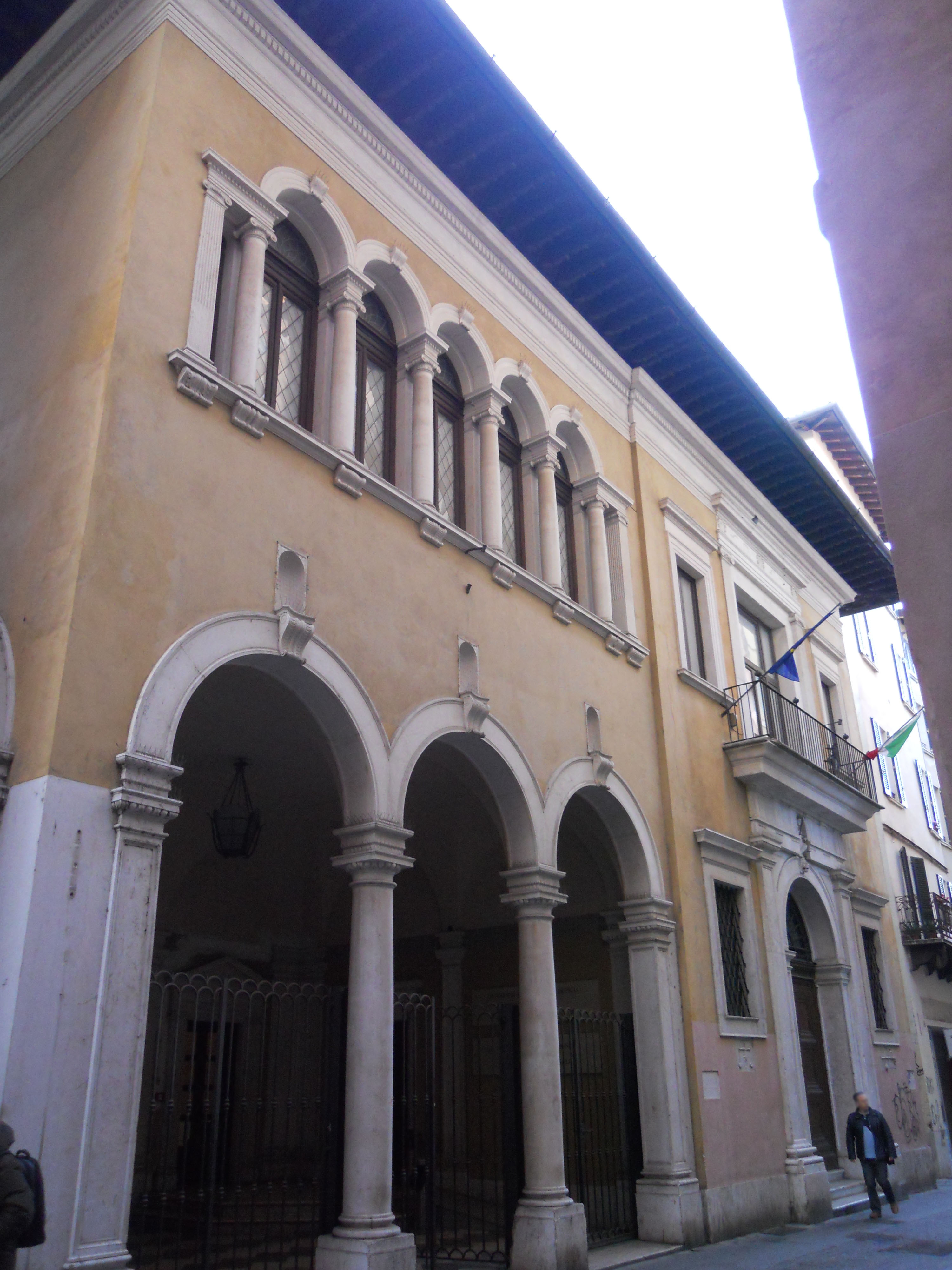
Le Palais delle Mercanzie, Département de droit.
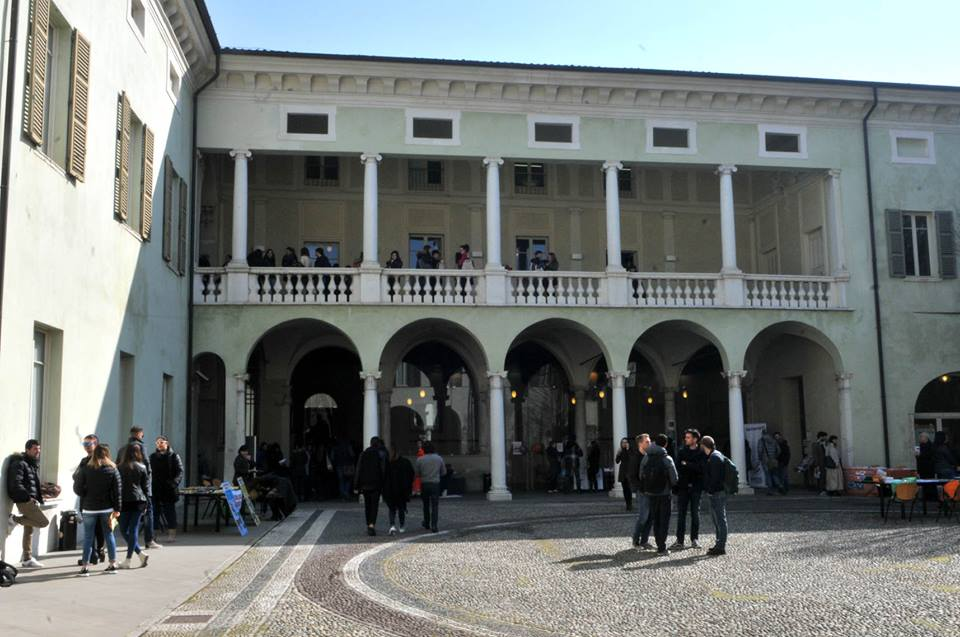
Un aperçu du bâtiment du Département de droit.
Le Palais Bettoni Cazzago